# Tinguá

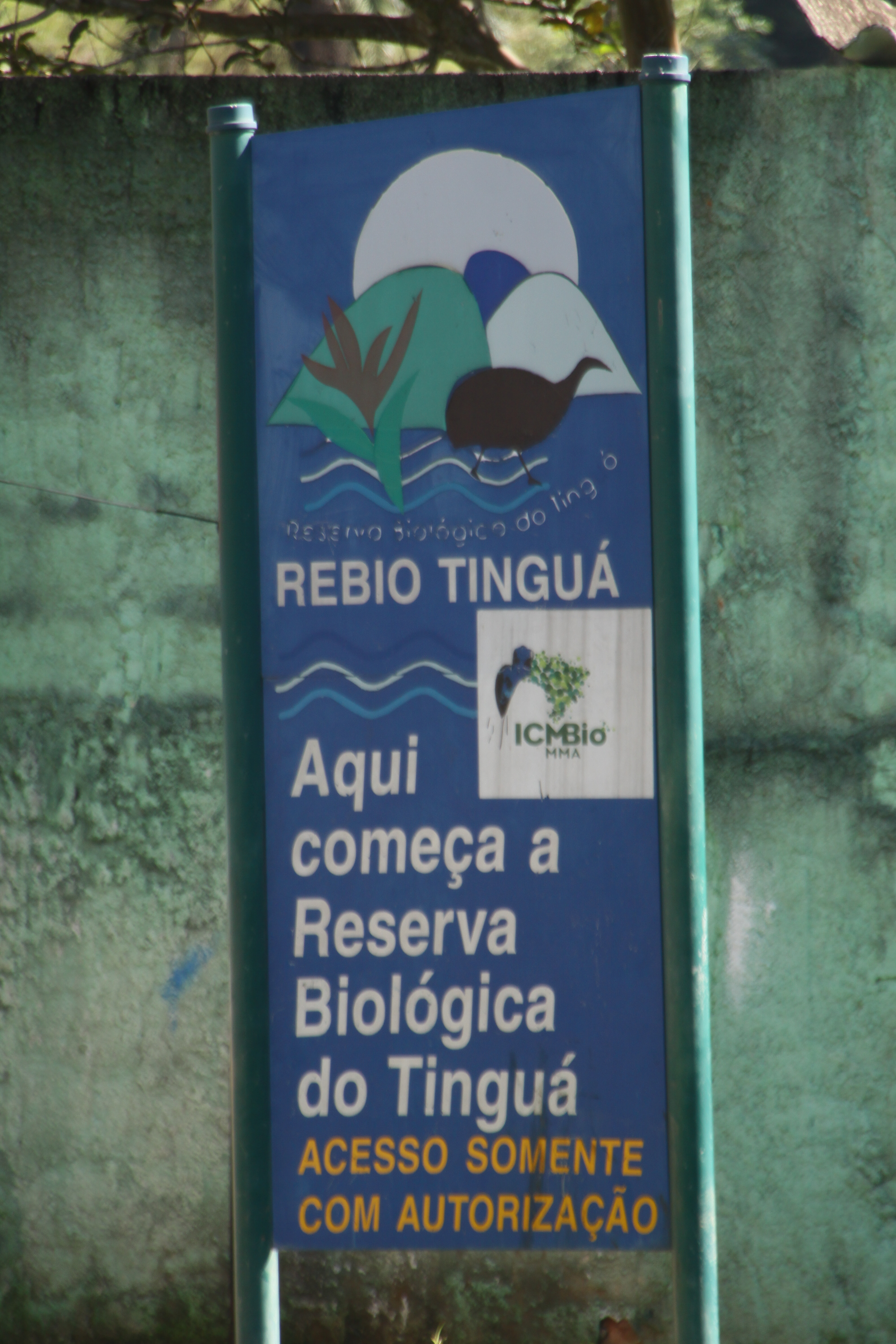
Entrada da Reserva Biológica do Tinguá.

Tinguá é um bairro da unidade regional de governo Tinguá, no extremo norte do município de Nova Iguaçu, no estado do Rio de Janeiro, no Brasil. Teve grande importância durante o século XIX por causa da antiga estação ferroviária de mesmo nome fundada em 1883 e desativada em 1964.
Faz limites com os bairros iguaçuanos de Iguaçu Velho, Montevidéu, Adrianópolis, Vila de Cava e Santa Rita, com o distrito de Xerém, já em Duque de Caxias, e com o município de Miguel Pereira, no interior do estado.
O bairro tem caráter essencialmente rural e conta com diversas entidades e organizações não governamentais ligadas à ecologia e à proteção ambiental devido à existência da Reserva Biológica Federal do Tinguá, criada pelo Decreto Federal 97 780, de 23 de maio de 1989, que mantém parte da Mata Atlântica. A Reserva Biológica Federal do Tinguá e o Parque Municipal de Nova Iguaçu (ao sul do município) são as duas Áreas de Proteção Ambiental de Nova Iguaçu que ocupam 35% da área total do município.
Segundo a Lei 2 952, de 17 de dezembro de 1998, o bairro do Tinguá faz parte da Unidade Regional de Governo do Tinguá, que engloba um total de cinco bairros. O Decreto 6 083, de 12 de janeiro de 1999, define os limites de Tinguá: "começa no cruzamento do Canal Ana Felícia com a Estrada Federal de Tinguá. O limite segue pela Estrada Federal de Tinguá, avenida Pedro Álvares Cabral, antigo leito do Ramal de Tinguá da Estrada de Ferro Rio d'Ouro, rio Iguaçu, canal Paiol, Avenida Muniz Barreto, avenida Olinda, rio Iguaçu, limite legal da Reserva Biológica Federal do Tinguá, rio Boa Esperança, rio Utum, rio Tinguá e canal Ana Felícia, até o ponto inicial".
O bairro e a Reserva Biológica Federal do Tinguá foram retratados em 2008/2009 na telenovela brasileira Chamas da Vida, da Rede Record.

## Delimitação
| “ | 075 - BAIRRO TINGUÁ - Começa no encontro do Rio Ana Felícia com o antigo leito da Estr. de Ferro sub-ramal Cava-Tinguá. O limite segue pelo antigo leito do Ramal de Tinguá da Estrada de Ferro Rio d'Ouro até o Rio Iguaçu, segue pelo leito deste rio, à montante, até o Rio Paiol, segue pelo leito deste rio, à montante, até a Av. Muniz Barreto, segue por esta (excluída) até a Av. Olinda, segue por esta (excluída) até o Aqueduto da Cachoeira, segue pelo eixo deste aqueduto até o Rio Iguaçu, segue pelo leito deste rio, à montante, até o limite legal da Reserva Biológica do Tinguá (Decreto Federal n.º 97.780, de 23 de maio de 1989), segue por este limite até o Rio Boa Esperança, segue pelo leito deste rio, à jusante, até o Rio Utum, segue pelo leito deste rio, à jusante, até o Rio Tinguá, segue pelo leito deste rio, à jusante, até o Rio Ana Felícia, segue pelo leito deste, à montante, até o ponto inicial desta descrição. | ” |

## Etimologia
"Tinguá" é um termo da língua geral meridional que designa uma espécie não identificada de planta.